# Зеленські
Зеленські — кілька козацько-старшинських родів, з яких деякі отримали російське дворянство. Один рід походить від "славетного пана" Степана Зеленського (2-га пол. 17 ст.). Його син – Петро Степанович (р. н. невід. – бл. 1735) – обіймав уряд (посаду) рашевського сотника 1700–33. Син останнього – Семен Петрович (р. н. і р. с. невід.) – рашевський сотник 1736–60, а онук – Павло Семенович (1737 – р. с. невід.) – обіймав цю посаду у 1760–83. Ін. представники роду служили військовими товаришами та сотенною старшиною.
До іншого роду належали Костянтин Іович Зеленський (1828 – бл. 1907) – дійсний статський радник, чл. Полтавського окружного суду та Іларіон Іович (бл. 1833–91) – таємний радник, полтавський губернський гласний (див. Земство) та гласний полтавської міської думи, голова Попечительської ради Полтавської Маріїнської жіночої гімназії.
Відомі також Дмитро Зеленський (2-га пол. 17 – поч. 18 ст.) – лубенський полковник (1701–08), один з прибічників гетьмана І.Мазепи, засланий 1709 до Сибіру, де й п.; Михайло Зеленський (17 ст.; див. М.Зеленський) та його брат Андрій (17 ст.) – полковник подільський, обидва прихильники гетьмана П.Дорошенка; Федір Зеленський (2-га пол. 17 – поч. 18 ст.) – чернігівський полковий осавул (1699). Вони, ймовірно, належали до роду, що походив з шляхти Правобережної України.